# Francis de Groot
Francis Edward de Groot (Dublin, 24 de outubro de 1888 – Dublin, 1 de abril de 1969) foi um soldado e fabricante de móveis irlandês-australiano. Ele é mais conhecido por interromper dramaticamente a inauguração oficial da Ponte da Baía de Sydney em 1932, tentando cortar a faixa com uma espada militar enquanto estava a cavalo.
De Groot nasceu em Dublin em uma família de artesãos. Ele abandonou a escola ainda jovem e se juntou à Marinha Mercante, servindo mais tarde como aprendiz de seu tio, um negociante de antiguidades. Ele morou na Austrália de 1910 a 1914, trabalhando para Angus & Robertson como comprador de antiguidades. De Groot retornou à Irlanda em 1914 e alistou-se no Exército Britânico, tendo servido anteriormente em unidades de reserva. Ele prestou serviço ativo na Frente Ocidental e terminou a guerra com o posto de capitão. Em 1920, de Groot retornou à Austrália e estabeleceu seu próprio negócio de fabricação de móveis em Sydney, produzindo réplicas de estilos de móveis do século XVIII em madeira australiana. Ele atendeu diversos clientes comerciais e pessoas importantes em uma oficina em Rushcutters Bay.
De Groot era fascista e se juntou à Nova Guarda paramilitar em 1931, participando de confrontos com grupos de esquerda. Sua interrupção da abertura da Ponte da Baía de Sydney foi planejada para constranger o primeiro-ministro estadual Jack Lang, um alvo específico da Nova Guarda. Ele foi preso no local e acusado de delitos menores, recebendo uma pequena multa; mais tarde, ele processou a polícia com sucesso por prisão injusta. Fotografias e filmes das ações de De Groot foram amplamente publicados e fizeram dele uma figura pública significativa, embora ele tenha desempenhado pouco papel na Nova Guarda. Ele continuou seu trabalho como fabricante de móveis e, durante a Segunda Guerra Mundial, serviu no exército australiano, voltando depois para a Irlanda.

## Biografia
De Groot nasceu em 24 de outubro de 1888 no centro de Dublin. Ele era filho de Mary (nascida Butler) e Cornelius De Groot. A família de seu pai era de ascendência huguenote holandesa.  Ele veio de "uma dinastia de entalhadores e douradores"; seu pai era um entalhador e escultor de madeira, enquanto seu avô paterno exibiu esculturas em madeira na Grande Exposição de 1851 e na Exposição Industrial Irlandesa de 1852. 
De Groot estudou no Blackrock College e no Belvedere College em Dublin. Ele se juntou à Marinha Mercante aos treze anos, mas depois começou a trabalhar como aprendiz com seu tio Michael Butler, um negociante de antiguidades, para quem trabalhou por cinco anos em Dublin e Londres. Ele permaneceu envolvido com o exército, juntando-se à Cavalaria Imperial do Sul da Irlanda em 1907 e servindo por seis meses com a 5ª Guarda de Dragões em 1909. 

### Primeiros anos na Austrália
Em 1910, de Groot imigrou para a Austrália e se estabeleceu em Sydney. Ele logo entrou em contato com o livreiro e antiquário George Robertson, um dos fundadores da rede de livrarias Angus & Robertson, e seu associado Frederick Wymark. Robertson encarregou Wymark de abrir uma galeria anexa à loja de Angus & Robertson na Castlereagh Street, vendendo arte e antiguidades. As conexões de De Groot em Dublin e Londres foram úteis para Wymark e ele atendeu vários clientes importantes, incluindo Eadith Walker, S. H. Ervin, Thomas Anderson Stuart, William Dixson, a família Vickery e a família Hordern.  Nas suas memórias, ele recordou que Robertson lhe dera um orçamento de £ 10.000 para adquirir itens para revenda pela Angus & Robertson. 

### Primeira Guerra Mundial
De Groot retornou à Irlanda com a eclosão da Primeira Guerra Mundial e alistou-se no 15º Hussardos, um regimento de cavalaria. Ele prestou serviço ativo na Frente Ocidental, transferindo-se posteriormente para um batalhão de tanques com a patente de capitão interino.  Ele esteve presente na Batalha do Somme em 1916 e na Batalha de Passchendaele em 1917. Ele recebeu alta em 1919, mas sua alta foi adiada devido à sua recuperação da gripe espanhola. 

## Fabricante de móveis

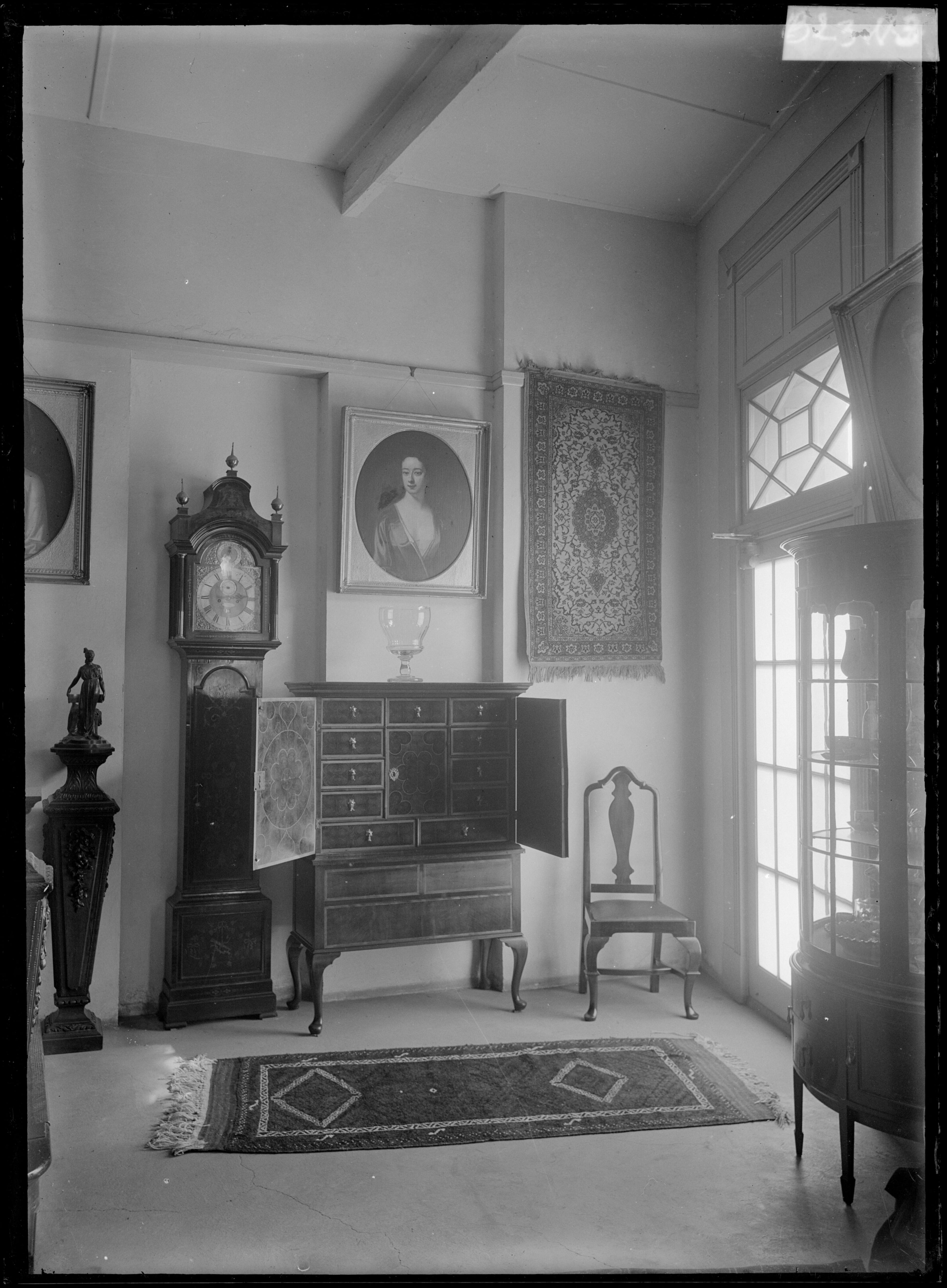
Fotografia do showroom de De Groot em Rushcutters Bay, 1927

Em outubro de 1919, de Groot casou-se com Mary Elizabeth Byrne em Donnybrook, Dublin.  Eles se conheceram em 1910, antes da partida inicial de De Groot para a Austrália. Após o casamento, eles aproveitaram um esquema do Ministério da Guerra que oferecia passagem gratuita para os Domínios para os soldados que retornavam.  Eles chegaram a Sydney em maio de 1920 e de Groot abriu seu próprio negócio como antiquário e fabricante de móveis de reprodução. As salas de leilão De Groot foram inauguradas na Phillip Street em 1921 e mais tarde transferidas para a Bent Street.  Especializado em bordo de Queensland, seu negócio provou ser imensamente bem-sucedido e em 1927 ele estava empregando 200 artesãos em sua oficina em Rushcutters.  No entanto, foi sugerido que os números que ele alegou "parecem implausíveis, dada a dimensão do mercado de mobiliário australiano na década de 1920". 
De Groot tinha um interesse particular nos estilos de mobiliário do século XVIII, traduzindo os estilos Chippendale, Adam e William e Mary em madeiras australianas "com concessões à limpeza doméstica do século XX".  Uma de suas encomendas mais significativas na década de 1920 foi uma reforma da rede de lojas de departamentos David Jones.  Em 1934, ele recebeu uma grande encomenda do The Australia Hotel em Sydney e, no ano seguinte, projetou um conjunto de móveis para o governador-geral Isaac Isaacs, a ser instalado na Government House, em Canberra. De Groot expôs na Sociedade de Artes e Ofícios de NSW em 1937 e fez ampla propaganda em publicações de design de interiores, como The Australian Home Builder e The Home. Além de móveis, ele também colecionava porcelanas, prata, cristais de Waterford e tapetes persas. 

## Política

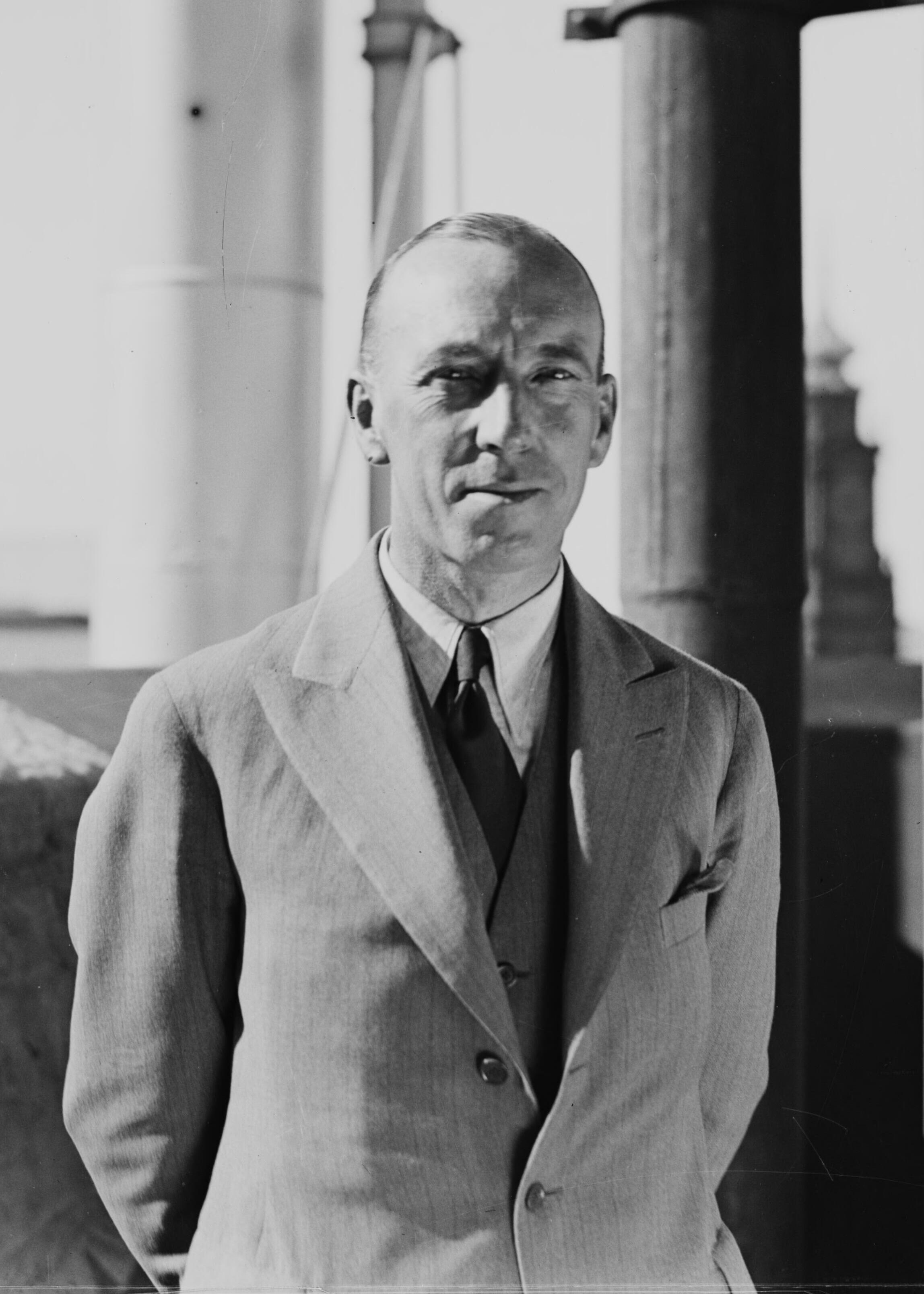
De Groot em 1932

Durante a década de 1930, de Groot se juntou a uma organização paramilitar fascista chamada Nova Guarda, que se opunha politicamente ao governo de esquerda e às visões socialistas do primeiro-ministro de NSW, Jack Lang. Muitos dos membros da Nova Guarda eram homens que serviram na Primeira Guerra Mundial. 
Buscando atacar reuniões de esquerda, de Groot organizou grupos de 1.000 membros da Nova Guarda ao longo de dezembro de 1931, comentando mais tarde que "a melhor resposta à força era uma força maior... vendo que poderíamos comandar uma força maior, [eu] não vi razão pela qual ela não deveria ser empregada". 

## Incidente na cerimônia de abertura da Ponte da Baía de Sydney
Ele se tornou famoso quando, no sábado, 19 de março de 1932, ofuscou Lang na inauguração da Ponte da Baía de Sydney, diante de uma multidão de 300.000 pessoas.  Ele não era membro do grupo oficial, mas, a cavalo e vestido com seu uniforme militar, conseguiu se misturar ao grupo de escolta dos Lanceiros de NSW. Lang estava prestes a cortar a fita para inaugurar formalmente a ponte, quando de Groot avançou e sacou sua espada cerimonial, tentando cortar a fita e declarar a ponte aberta "em nome do povo decente e respeitável de Nova Gales do Sul".  Embora muitos relatos digam que de Groot conseguiu cortar a fita, pelo menos uma testemunha ocular contestou a afirmação e sugeriu que ela provavelmente foi quebrada pelos cascos de seu cavalo empinado.  Ele disse que isso foi em protesto porque o governador de Nova Gales do Sul, Sir Philip Game, não foi convidado para realizar a cerimônia. O prefeito de North Sydney, Hubert Primrose, um participante oficial na cerimônia de abertura, também era membro da Nova Guarda, mas se ele estava envolvido no planejamento do ato é desconhecido. De Groot também teria se juntado mais tarde ao Exército Branco, outra organização fascista fundada em Vitória em 1931. 

### Prisão
W.J. Mackay, chefe do CBI, retirou DeGroot do cavalo, prendeu-o e confiscou sua espada cerimonial. Inicialmente, ele foi levado para uma pequena delegacia de polícia anexa ao pedágio na Sydney Harbour Bridge. Mais tarde naquele dia, ele foi enviado para a Casa de Recepção de Lunáticos em Darlinghurst, onde foi formalmente acusado de ser louco e não estar sob os devidos cuidados e controle.  Na mesma tarde De Groot foi examinado por Eric Hilliard, psiquiatra e superintendente médico do Hospital Psiquiátrico de Parramatta, que determinou que De Groot não era louco. No dia seguinte De Groot foi examinado por W.S. Dawson, professor de Psiquiatria na Universidade de Sydney, e por John McPherson. Ambos os médicos o consideraram completamente são. 
Em 21 de março de 1932, de Groot compareceu perante o Sr. McDougall, Magistrado Estipendiário, para a audiência da acusação de insanidade. O detetive superintendente Mackay deu provas de que as ações de De Groot na Ponte foram as de um homem louco. Posteriormente, Eric Hilliard deu sua opinião, com base em seu exame, que De Groot estava são. O magistrado ordenou posteriormente a alta de De Groot da Casa de Recepção. 

### Julgamento

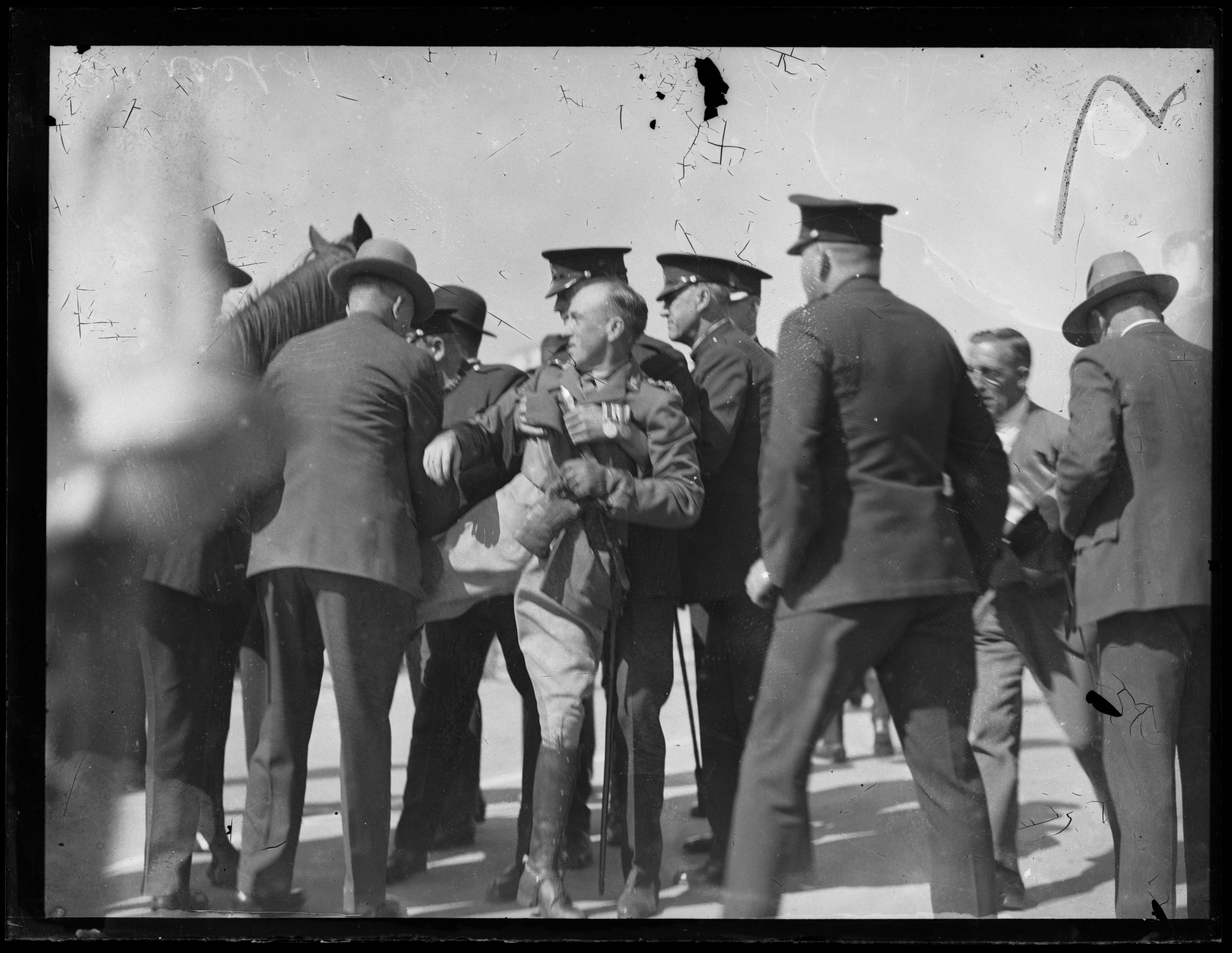
Fotografia da prisão de De Groot

De Groot foi posteriormente acusado de três crimes. As três acusações feitas contra ele foram:
1. Tendo danificado maliciosamente uma fita que era propriedade do Governo de Nova Gales do Sul no valor de £2;
2. Ter se comportado de maneira ofensiva em local público; e
3. Tendo usado palavras ameaçadoras ao Inspetor Stuart Robson em um local público. [22]

As acusações foram ouvidas nos dias 1, 4, 5 e 6 de abril de 1932 no Tribunal Central de Polícia em Liverpool Street, Sydney, perante John Laidlaw, Magistrado Estipendiário Chefe de Nova Gales do Sul. 
Embora a primeira e a terceira acusações contra ele tenham sido rejeitadas, o magistrado concluiu que De Groot foi culpado de comportamento ofensivo na Bradfield Highway – um lugar público. Ele foi multado na pena máxima de £5, com £4 em custas. O Magistrado concluiu que "...as ações do réu foram grosseiramente ofensivas, provocativas e claramente ilegais". 
Mais tarde, de Groot processou o comissário de polícia por prisão injusta, e o caso acabou sendo resolvido fora do tribunal, com de Groot recebendo indenização no valor de £ 69/1/9 (£ 69.09 ou US$ 138,18). 

### Cavalo
O cavalo pertencia a uma estudante de Pymble, Margo Reichard, e foi emprestado pelo líder da Nova Guarda, Eric Campbell, de seu pai, Albert Reichard. Após a fuga, o cavalo foi inicialmente levado para o Quartel da Polícia Montada antes de ser devolvido ao seu dono. Por volta de 1933, o cavalo sofreu uma queda enquanto era montado por Albert Reichard e foi sacrificado. 

## Vida posterior
Após o processo judicial, ele entrou com uma ação por prisão injusta, alegando que um policial não tinha o direito de prender um oficial dos hussardos. Foi alcançado um acordo extrajudicial ea espada cerimonial de Groot foi devolvida. Mais tarde, ele retornou à Irlanda, onde morreu em 1º de abril de 1969. 
Antes de sua morte, de Groot indicou que gostaria de ver a espada devolvida à Austrália. Em 2004, a espada foi encontrada em uma fazenda no Condado de Wicklow, na posse do sobrinho de De Groot. Foram anunciados planos para que ele fosse avaliado e devolvido à Austrália, possivelmente como uma exposição no Museu Nacional da Austrália. No entanto, o lance do museu foi superado por Paul Cave, fundador e presidente da BridgeClimb Sydney, a empresa de turismo que realiza escaladas na Harbour Bridge. A espada foi presenteada à Bridge Climb Sydney por ex-alunos do Blackrock College, a antiga escola de De Groot, durante uma reunião escolar para ex-alunos que agora vivem na Austrália. 

## Galeria
- de Groot a cavalo em 1932
- de Groot sendo arrastado do cavalo após cortar a fita de abertura
- Mesa de jantar feita por de Groot para Eadith Walker de Yaralla
- de Groot na inauguração da ponte Bowens Creek em 1935 (meio, com chapéu)